# Bison International
Bison International is een bedrijf dat gevestigd is in Goes en dat diverse soorten lijm produceert en bekend is van de merknaam Bisonkit.
Het bedrijf startte in 1938 in Goes toen Cornelis van der Reepe, die groothandelaar in schoenen was, een lijm ontwikkelde op basis van natuurrubber. Deze lijm werd gebruikt als schoenmakerslijm om loslatende schoenzolen weer te bevestigen. Hij begon een bedrijfje in een garage onder de naam: Perfecta Supra. Het bedrijf heette voluit: De Vereenigde Chemische Bedrijven Perfecta, Handelsonderneming Corn. van der Reepe & Zoon. Van der Reepe overleed in 1943 en zijn opvolger, Jan Noordhoek, maakte het bedrijf groot. Hij wijzigde de bedrijfsnaam in Bison International.
Begin jaren 50 kwam een synthetische lijm op de markt op basis van neopreen, een stof die door DuPont werd geproduceerd. In 1958 werd een contactlijm verkocht onder de merknaam Bison Kit, oorspronkelijk voor het verlijmen van de nieuwe stof formica. Bisonkit was in blik en later in tubes verkrijgbaar. Vanaf 1971 werd Bison houtlijm op de markt gebracht. De firma heette toen nog: Perfecta Chemie B.V.. In 1973 volgde de Bison Montagekit en in 1976 de dubbelzijdige lijmstrip, deze heet nu "DubbelFix".
Omstreeks deze tijd is ook het merk Gluton overgenomen. Begin jaren 80 van de 20e eeuw kwam het merk Velpon, oorspronkelijk geproduceerd bij Ceta-Bever, in handen van Bison International.
In 1996 werd het bedrijf overgenomen door de Bolton Group.